# New Jeans (minialbum)
New Jeans – debiutancki minialbum południowokoreańskiej grupy NewJeans, wydany 1 sierpnia 2022 roku przez wytwórnię ADOR. Płytę promowały trzy single „Attention”, „Hype Boy” i „Cookie".

## Lista utworów
| CD | CD           | CD                        | CD                        | CD          | CD      |
| Nr | Tytuł utworu | Tekst                     | Kompozycja                | Aranżacja   | Długość |
| -- | ------------ | ------------------------- | ------------------------- | ----------- | ------- |
| 1. | „Attention”  | Gigi, Duckbay, Danielle   | 250, Duckbay              | 250         | 3:00    |
| 2. | „Hype Boy”   | Gigi, Ylva Dimberg, Hanni | 250, Ylva Dimberg         | 250         | 2:59    |
| 3. | „Cookie”     | Gigi, Ylva Dimberg        | Park Jin-su, Ylva Dimberg | Park Jin-su | 3:55    |
| 4. | „Hurt”       | Gigi, Amanda Lundstedt    | 250, Amanda Lundstedt     | 250         | 2:57    |

## Notowania
| Lista                              | Pozycja |
| ---------------------------------- | ------- |
| South Korean Albums (Circle)       | 1       |
| Croatia International Albums (HDU) | 7       |
| Japanese Albums (Oricon)           | 12      |
| Japanese Combined Albums (Oricon)  | 10      |
| Japan Hot Albums (Billboard Japan) | 22      |
| US World Albums (Billboard)        | 6       |

## Nagrody w programach muzycznych
| Program                | Data             | Źródło |
| ---------------------- | ---------------- | ------ |
| M Countdown (Mnet)     | 18 sierpnia 2022 | [ 8 ]  |
| Music Bank (KBS2)      | 19 sierpnia 2022 | [ 9 ]  |
| Show! Music Core (MBC) | 20 sierpnia 2022 | [ 10 ] |
| Inkigayo (SBS)         | 21 sierpnia 2022 | [ 11 ] |
| Inkigayo (SBS)         | 28 sierpnia 2022 | [ 12 ] |

## Sprzedaż
| Kraj             | Sprzedaż |
| ---------------- | -------- |
| Korea Południowa | 679 509  |
| Japonia          | 7261     |